# Jimmy McHugh
James Francis "Jimmy" McHugh (Boston, 10 de julho de 1894 — Beverly Hills, 23 de maio de 1969) foi um compositor estadunidense. Ao longo de sua carreira ele foi indicado a cinco Óscares.[carece de fontes?]